# Dubbelbindning (sociologi)
Dubbelbindning är ett socialpsykologiskt begrepp först beskrivit av Gregory Bateson och hans kollegor (inklusive Don D. Jackson, Jay Haley och John H. Weakland) under 1950-talet.
Med dubbelbindning avses ett känslomässigt dilemma i kommunikation där en person (eller grupp) erhåller två eller flera motstridiga budskap, och ett meddelande upphäver andra. Detta skapar en situation som resulterar i ett misslyckat svar på det andra.
Innebörden beskrivs som att en person tar emot dolda motstridiga budskap på olika kommunikationsnivåer och varken får kommentera budskapen eller lämna situationen. Dubbelbindning är ett kommunikationssätt som berör problem att sända ett entydigt budskap. Man säger en sak men visar genom kroppshållning eller liknande på något annat. Det icke-verbala budskapet går fram till mottagaren därför att man står varandra nära. Annars, om man inte har en nära relation till sändaren, går det icke-verbala budskapet förbi. Dubbelbindning är något många använder sig av i vardagen, men som är illa för uppväxande barn. En dubbelbindning omfattar i allmänhet olika abstraktionsnivåer i meddelanden och dessa meddelanden kan antingen uttryckligen eller underförstått anges inom ramen för situationen, eller de kan förmedlas av tonfall eller kroppsspråk.

## Exempel
Det klassiska exemplet på dubbelbindning är en mor som vill att hennes barn ska uppfatta henne som en kärleksfull mor men som samtidigt är ångestfylld och drar sig undan om barnet närmar sig henne. Barnet blir då offer för två motstridiga budskap och får problem med att hitta en tydlig tolkning av situationen. Den typen av relation kan ge upphov till psykiska problem som till exempel i form av anknytningsstörning. Dubbelbindning innebär då att barnet får svårt att tolka förälderns affektiva uttryck vilket leder till osäkerhet.